# Jacqueline Pavlowsky
Jacqueline Pavlowsky, née le 1er septembre 1921 à Vincennes et décédée le 4 janvier 1971 dans le 13e arrondissement de Paris, est une peintre française. Elle signait de son nom, mais également « Jacqueline Vladimir-Pavlowsky », « Vladimir » ou « Vladimir Khasarovitch ».

## Collections publiques
- Musée d'art moderne de la Ville de Paris
- Musée d'État, Francfort, Allemagne
- Musée de la ville de Francfort, Allemagne
- Cabinet royal des Estampes, Bruxelles

## Publications
- Amphibographie et macedoïconographie, Verviers, 1965, Temps- Meles, Belgique[réf. nécessaire].
- Système métrique angelométrique ou principes d'angelographie cristalline, Verviers, 1970, Temps- Meles, Belgique[2].
- La Peinture de Jacqueline Pavlowsky, édité par la Galerie Hervé Courtaigne, 2018, Paris, France[3].

## Œuvres
L'œuvre de Jacqueline Pavlowsky se déploie sur plusieurs supports et techniques : huile sur toile, gouache sur papier, collage, carton brûlé, bois. Par ailleurs, plusieurs œuvres mêlent la poésie et l'art graphique.

Sans titre, huile sur toile.
Trois Têtes, 1970, huile sur toile.
Paysage, sans date, huile sur toile.

## Expositions
- Jacqueline Pavlowsky, galerie Jacques Barbier Caroline Beltz.
- Jacqueline Pavlowsky - Rétrospective 1953-1971, Galerie Hervé Courtaigne, Paris, France, mai 2007[4].
- Jacqueline Pavlowsky, Galerie Hervé Courtaigne, Paris, France, mai 2011[4].
- 15 Ans d'abstraction, Galerie Hervé Courtaigne, Paris, France, décembre 2013 [4].
- Ladies First, Galerie Hervé Courtaigne, Paris, France, octobre-novembre 2016[4].
- La Signe et la ligne, Galerie Herve Courtaigne, Paris, France, mai-juillet 2018 [4].
- La Peinture de Jacqueline Pavlowsky, Galerie Hervé Courtaigne, Paris, France, octobre-novembre 2018 [4].
- Empreinte d'automne, Galerie Hervé Courtaigne, Paris, France, octobre-novembre 2019[4].
- Femmes des années 50, Galerie Hervé Courtaigne, Paris, France, février-mars 2020[4].
- Jacqueline Pavlowsky - Années soixante, Galerie Hervé Courtaigne, Paris, France, mai-juillet 2021[4].
- Jacqueline Pavlowsky - Peintures 1955-1970, Galerie Hervé Courtaigne, Paris, France, octobre-novembre 2022[4].
- Jacqueline Pavlowsky - Couleurs et striures, Galerie Hervé Courtaigne, Paris, France, mars-avril 2024[4].